# チャイナ気分でハイテンション!
「チャイナ気分でハイテンション!」（チャイナきぶんでハイテンション）は、2009年10月7日にLantisから発売されたシングル。

## 概要
- テレビアニメ『CANAAN』でネネ演じる高垣彩陽が歌った、挿入歌3曲を収録している。
- 収録されている3曲は、いずれもアニメの舞台である中国の上海で先行発売されたもので、その後、日本で発売されることになったという設定になっている[1]。

## 収録曲
1. チャイナ気分でハイテンション! [4:35]
  - 作詞：岡田麿里、作曲：俊龍、編曲： 安藤高弘
  - テレビアニメ『CANAAN』第1話 - 第4話挿入歌
2. いのちなんだよ [5:19]
  - 作詞：岡田麿里 、作曲：俊龍、編曲：虹音
  - テレビアニメ『CANAAN』第6話、第8話挿入歌
3. LIFE [4:42]
  - 作詞、作曲：yozuca*、編曲：安瀬聖
  - テレビアニメ『CANAAN』第13話挿入歌
4. チャイナ気分でハイテンション!（INSTRUMENTAL）
5. いのちなんだよ（INSTRUMENTAL）
6. LIFE（INSTRUMENTAL）